# Teplice (distrikt)
Teplice (tjeckiska: Okres Teplice) är ett distrikt i Tjeckien. Det ligger i regionen Ústí nad Labem, i den nordvästra delen av landet, 70 km nordväst om huvudstaden Prag. Antalet invånare är 127 491. Arean är 469 kvadratkilometer.
Terrängen i distriktet Teplice är huvudsakligen kuperad, men den allra närmaste omgivningen är platt.
Distriktet Teplice delas in i:
- Zabrušany
- Teplice
- Duchcov
- Bořislav
- Újezdeček
- Žalany
- Žim
- Bílina
- Hrobčice
- Osek
- Bžany
- Krupka
- Dubí
- Hostomice
- Jeníkov
- Kostomlaty pod Milešovkou
- Bystřany
- Hrob
- Světec
- Košťany
- Srbice
- Ledvice
- Háj u Duchcova
- Moldava
- Kladruby
- Lahošt
- Lukov
- Mikulov
- Modlany
- Měrunice
- Novosedlice
- Ohníč
- Rtyně nad Bílinou
- Proboštov

Följande samhällen finns i distriktet Teplice:
- Teplice
- Osek